# 야오원위안
야오원위안(중국어: 姚文元, 병음: Yáo Wényuán, 한자음: 요문원, 1931년 6월 12일 ~ 2005년 12월 23일)은 문화대혁명 때 활약한 중화인민공화국의 공산주의 혁명가, 문학평론가, 정치인이다. 문화대혁명을 이끈 사인방 중 한 명이다.

## 초기 이력
그는 저장성 사오싱 출신으로 1948년 1월 12일을 기하여 중국 공산당에 입당했고, 1949년, 중국작가협회에 가입을 하여 이후 중국작가협회에서 선전공작을 담당하였다. 이후 사회주의적 미학에 입각한 평론활동을 통해 반혁명적이라고 간주된 작품을 비판하였다. 1955년 작가 후펑의 작품 "분청시비, 획청계한"《分清是非，划清界限》을 날카롭게 비판하면서 세인의 주목을 받았다.

## 문화대혁명
이때부터 마오쩌둥는 그의 좌파적 문예관점과 역사관점을 높이 평가하였다. 특히 1965년 11월 마오쩌둥의 지도를 받아 상하이 "문휘보"《文汇报》에 평론 "창작 역사극 '해서파관'에 대한 비평" 《评新编历史剧〈海瑞罢官〉》을 발표하여 파문을 일으켰다. 이후로도 마오쩌둥의 사상에 입각한 평론활동을 계속하여 1966년 5월 10일 "해방일보"에 "삼가촌에 대한 비평- '연산야화', '삼가촌찰기'의 반동적 본질" 《评“三家村”──<燕山夜话><三家村札记>的反动本质》을 기고, "반혁명적" 작가들의 작품활동을 비판하였다. 이런 평론 활동은 문화계와 정계를 뒤흔들어 문화대혁명의 직접적인 계기가 되었다. 또한 그의 비평은 문화대혁명 중에서도 단연 돋보이는 작품 관련 비평 활동의 기조가 되었다.
이 공로로 "해방일보"《解放日报》의 편집위원에서 일약 중국공산당 상하이 시위원회 선전부장으로 지위가 올랐고, 문화대혁명 시기인 1966년에는 문혁을 지도하는 "중앙문혁소조"의 한 명이 되었다.
또한 당직으로도 계속 승진하여, 상하이 시위원회 제2서기를 거쳐 중앙으로 인출, 1968년 12월 11일을 기하여 중국공산당 중앙위원회 위원이 되었다. 한편 언론계에서도 입지를 굳혀, 잡지 "홍기"《红旗》의 총편집장을 맡았고, 천보다가 실각한 이후, 천이 맡고 있던 이데올로기주관을 역임하였고, 1970년에는 "비림비공" 운동을 주도하기도 하였다.
문예비평을 이용한 정적공격도 계속하여, "수호전"에 관한 평론을 통해 덩샤오핑과 덩샤오핑파들을 비판하였다.

## 몰락
마오쩌둥 사후, 장칭, 장춘차오, 왕훙원 등 다른 문화대혁명 지도자 구성원과 마찬가지로 그도 체포되어 당에서 제명되었고, 1981년 최고인민법원 특별법정에서 징역 20년 및 정치권리 박탈 5년형을 선고받았다.

## 출옥 및 사망
1996년 10월 요문원은 출옥하였고, 이후 항저우와 상하이에서 은거하였다. 1998년 6월 13일, 야오는 회고록 출간을 희망하고 당에 재입당을 원한다고 밝혔다. 2001년 9월 중공은 그가 회고록을 출판되는 것을 허가했으나, 다시 초고가 당 선전국의 검열을 받아 출판은 불허되었다. 당은 이 회고록이 국가와 당의 비밀을 너무 많이 담고 있고, 국가의 명예를 훼손시킬 수 있다는 이유로 불허의 이유를 밝혔다.
2005년 12월 23일 요문원은 당뇨병으로 사망하였다. 그는 최후까지 생존해 있던 사인방의 구성원이었다. 향년 75세.